# 仇友文
仇友文（1910年—1983年），男，直隶蓟县（今属天津）人，中华人民共和国政治人物，曾任辽宁省人民委员会副省长，辽宁省革命委员会副主任，第三届全国人大代表。